# Puchar Szwecji w piłce nożnej (2010)
Puchar Szwecji w piłce nożnej 2010 był 55. edycją tych rozgrywek. Tytułu broniła drużyna AIK Fotboll.

## Runda eliminacyjna
W tej fazie uczestniczą 52 drużyny z trzeciej ligi lub niższego poziomu rozgrywkowego. Trwała od 3 marca do 24 marca 2010 i toczyła się w formacie przegrywający odpada.
| Drużyna 1         | Wynik        | Drużyna 2        |
| 3 marca 2010      | 3 marca 2010 | 3 marca 2010     |
| ----------------- | ------------ | ---------------- |
| Lilla Träslövs FF | 1:5          | Ramlösa Södra FF |
| 6 marca 2010      |              |                  |
| Lilla Edets IF    | 1:2          | Torslanda IK     |
| Notvikens IK      | 1:3          | Umedalens IF     |
| 11 marca 2010     |              |                  |
| IFK Uddevalla     | 1:2          | Holmalunds IF    |
| 13 marca 2010     |              |                  |
| Skärblacka IF     | 0:3          | Nyköpings BIS    |
| 17 marca 2010     |              |                  |
| Morön BK          | 0:7          | Bodens BK        |
| Ängby IF          | 2:5 (dogr.)  | Värmdö IF        |
| 19 marca 2010     |              |                  |
| Matfors IF        | 0:2          | Friska Viljor FC |
| FC Innerstan      | 2:3          | Myresjö IF       |
| 20 marca 2010     |              |                  |
| Oskarshamns AIK   | 9:0          | Tannefors IF     |
| IFK Klagshamn     | 1:0          | Kristianstads FF |
| IFK Falköping     | 0:2          | Norrby IF        |
| Akropolis IF      | 3:2          | Gamla Upsala SK  |
| Åsebro IF         | 0:2          | Utsiktens BK     |
| Karlstad BK       | 1:2          | Skövde AIK       |
| Råå IF            | 2:4          | IFK Hässleholm   |
| Kalmar AIK        | 1:4          | Sölvesborgs GoIF |
| Sörskogens IF     | 0:4          | Enskede IK       |
| Rynninge IK       | 0:1          | Värmbols FC      |
| 21 marca 2010     |              |                  |
| FC Gute           | 0:2          | Gröndals IK      |
| Kungsbacka IF     | 0:2          | Gunnilse IS      |
| Mariedals IK      | 3:1          | Fässbergs IF     |
| Svedala IF        | 1:2          | IS Halmia        |
| 23 marca 2010     |              |                  |
| Vallentuna BK     | 0:1          | IK Frej          |
| 24 marca 2010     |              |                  |
| Kvarnsvedens IK   | 2:5          | Sandvikens IF    |
| Unik FK           | 1:4          | Hudiksvalls ABK  |

## Pierwsza runda
W tej rundzie do rozgrywek dołączyły trzy zespoły, które wywalczyły awans do Superettan, dwanaście niżej sklasyfikowanych zespołów i osiem najniżej sklasyfikowanych zespołów z Superettan. Do tego dochodzi 26 zespołów, które wywalczyły awans w rundzie eliminacyjnej. Runda ta trwała od 18 marca do 31 marca 2010.
| Drużyna 1        | Wynik              | Drużyna 2           |
| 18 marca 2010    | 18 marca 2010      | 18 marca 2010       |
| ---------------- | ------------------ | ------------------- |
| Ramlösa Södra FF | 4:6                | FC Rosengård        |
| 27 marca 2010    |                    |                     |
| Skövde AIK       | 1:1 (dogr.) k. 3:4 | Degerfors IF        |
| Gröndals IK      | 1:3 (dogr.)        | Väsby United        |
| IFK Klagshamn    | 1:3                | IF Limhamn Bunkeflo |
| Norrby IF        | 1:3                | Jönköpings Södra IF |
| Umedalens IF     | 4:0                | Bodens BK           |
| Nyköpings BIS    | 2:5 (dogr.)        | BK Forward          |
| IS Halmia        | 0:1 (dogr.)        | Lunds BK            |
| Akropolis IF     | 2:3                | Hammarby TFF        |
| Sölvesborgs GoIF | 0:2                | Östers IF           |
| IFK Hässleholm   | 0:1                | IFK Värnamo         |
| Mariedals IK     | 0:4                | Utsiktens BK        |
| 28 marca 2010    |                    |                     |
| Myresjö IF       | 1:3                | IFK Norrköping      |
| Hudiksvalls ABK  | 0:2                | IK Sirius           |
| Värmbols FC      | 2:0                | Carlstad United BK  |
| Gunnilse IS      | 1:2                | Ljungskile SK       |
| Sandvikens IF    | 2:2 (dogr.) k. 2:4 | Dalkurd FF          |
| Oskarshamns AIK  | 2:1 (dogr.)        | Tenhults IF         |
| Friska Viljor FC | 1:6                | Östersunds FK       |
| Värmdö IF        | 3:2                | Vasalunds IF        |
| 30 marca 2010    |                    |                     |
| Torslanda IK     | 1:2                | Qviding FIF         |
| IK Frej          | 0:4                | Västerås SK         |
| 31 marca 2010    |                    |                     |
| Enskede IK       | 0:2                | Valsta Syrianska IK |
| Holmalunds IF    | 0:1                | FC Trollhättan      |

## Druga runda
W tej rundzie do walki włączyły się trzy zespoły zdegradowane z Allsvenskan, a także zespoły, które zajęły miejsca od czwartego do ósmego w Superettan 2009. Do nich dołączyło oczywiście 24 zwycięzców z pierwszej rundy. Runda trwała od 7 kwietnia do 22 kwietnia 2010.
| Drużyna 1           | Wynik           | Drużyna 2           |
| 7 kwietnia 2010     | 7 kwietnia 2010 | 7 kwietnia 2010     |
| ------------------- | --------------- | ------------------- |
| Oskarshamns AIK     | 1:4             | Östers IF           |
| 9 kwietnia 2010     |                 |                     |
| IK Sirius           | 2:3             | GIF Sundsvall       |
| FC Rosengård        | 2:3 (dogr.)     | Ängelholms FF       |
| 11 kwietnia 2010    |                 |                     |
| Umedalens IF        | 1:7             | Östersunds FK       |
| 14 kwietnia 2010    |                 |                     |
| Hammarby TFF        | 1:0             | Assyriska FF        |
| 17 kwietnia 2010    |                 |                     |
| Värmdö IF           | 2:3 (dogr.)     | Hammarby IF         |
| 18 kwietnia 2010    |                 |                     |
| Värmbols FC         | 2:3 (dogr.)     | Jönköpings Södra IF |
| 21 kwietnia 2010    |                 |                     |
| IF Limhamn Bunkeflo | 1:0             | Landskrona BoIS     |
| Valsta Syrianska IK | 1:2             | Syrianska FC        |
| Dalkurd FF          | 1:2 (dogr.)     | Väsby United        |
| BK Forward          | 1:4             | Degerfors IF        |
| Utsiktens BK        | 2:3             | FC Trollhättan      |
| Qviding FIF         | 1:2 (dogr.)     | Ljungskile SK       |
| IFK Värnamo         | 1:2 (dogr.)     | Örgryte IS          |
| Lunds BK            | 1:5             | Falkenbergs FF      |
| 22 kwietnia 2010    |                 |                     |
| Västerås SK         | 1:2             | IFK Norrköping      |

## Trzecia runda
W tej rundzie do szesnastu zwycięzców z rundy drugiej dołączyło szesnaście drużyn z Allsvenskan (2010). Runda trwała od 18 maja do 3 czerwca 2010.
| Drużyna 1           | Wynik        | Drużyna 2         |
| 18 maja 2010        | 18 maja 2010 | 18 maja 2010      |
| ------------------- | ------------ | ----------------- |
| IF Limhamn Bunkeflo | 0:1          | Mjällby AIF       |
| Ljungskile SK       | 2:0          | Djurgårdens IF    |
| Syrianska FC        | 0:1 (dogr.)  | Malmö FF          |
| Ängelholms FF       | 1:0          | Halmstads BK      |
| 19 maja 2010        |              |                   |
| Hammarby TFF        | 1:3          | Helsingborgs IF   |
| Jönköpings Södra IF | 2:1 (dogr.)  | Åtvidabergs FF    |
| FC Trollhättan      | 0:3          | Kalmar FF         |
| Degerfors IF        | 0:2          | IF Elfsborg       |
| Falkenbergs FF      | 0:2          | IF Brommapojkarna |
| Östersunds FK       | 0:5          | BK Häcken         |
| Väsby United        | 0:2          | IFK Göteborg      |
| 25 maja 2010        |              |                   |
| IFK Norrköping      | 0:2 (dogr.)  | Örebro SK         |
| Örgryte IS          | 0:1          | Gefle IF          |
| Östers IF           | 1:3 (dogr.)  | AIK Fotboll       |
| GIF Sundsvall       | 1:2 (dogr.)  | GAIS              |
| 3 czerwca 2010      |              |                   |
| Hammarby IF         | 3:1          | Trelleborgs FF    |

## Czwarta runda
Rywalizowało w niej szesnastu zwycięzców z trzeciej rundy. Rywalizacja trwała od 27 czerwca do 5 lipca 2010.
| Drużyna 1           | Wynik              | Drużyna 2         |
| 27 czerwca 2010     | 27 czerwca 2010    | 27 czerwca 2010   |
| ------------------- | ------------------ | ----------------- |
| IFK Göteborg        | 3:4 (dogr.)        | Kalmar FF         |
| Ljungskile SK       | 0:1                | Gefle IF          |
| 1 lipca 2010        |                    |                   |
| Hammarby IF         | 3:1                | IF Elfsborg       |
| 2 lipca 2010        |                    |                   |
| Jönköpings Södra IF | 0:2                | Örebro SK         |
| 4 lipca 2010        |                    |                   |
| Mjällby AIF         | 4:1                | Malmö FF          |
| GAIS                | 0:0 (dogr.) k. 3:4 | IF Brommapojkarna |
| 5 lipca 2010        |                    |                   |
| Helsingborgs IF     | 2:1                | BK Häcken         |
| Ängelholms FF       | 1:2 (dogr.)        | AIK Fotboll       |

| 27 czerwca 2010 18.00 | IFK Göteborg · Hysén 15' · Bjarnason 77' · Johansson 90' | 3:4 (dog.)(1:3, 3:3)Raport | Kalmar FF · 8', 35' Santos · 17' Israelsson · 118' Sacramento | Gamla Ullevi, Göteborg Widzów: 2763 Sędzia: Sven-Martin Åkesson |
|                       |                                                          |                            |                                                               |                                                                 |

| 27 czerwca 2010 18.30 | Ljungskile SK | 0:1(0:0)Raport | Gefle IF · 69' Gerndt | Starke Arvid Arena, Ljungskile Widzów: 595 Sędzia: Tobias Mattsson |
|                       |               |                |                       |                                                                    |

| 1 lipca 2010 19.00 | Hammarby IF · Castro-Tello 9', 70' · Furuseth 68' | 3:1(1:0)Raport | IF Elfsborg · 85' Ericsson | Söderstadion, Sztokholm Widzów: 4018 Sędzia: Jonas Eriksson |
|                    |                                                   |                |                            |                                                             |

| 2 lipca 2010 18.30 | Jönköpings Södra IF | 0:2(0:0)Raport | Örebro SK · 64', 67' Guará | Stadsparksvallen, Jönköping Widzów: 311 Sędzia: Martin Strömbergsson |
|                    |                     |                |                            |                                                                      |

| 4 lipca 2010 16.00 | Mjällby AIF · El Kabir 24', 48', 54', 81' | 4:1(1:0)Raport | Malmö FF · 63' Molins | Swedbank Stadion, Malmö Widzów: 2393 Sędzia: Magnus Ahlsén |
|                    |                                           |                |                       |                                                            |

| 4 lipca 2010 17.00                              | GAIS Göteborg | 0:0 (dog.) k. 3-4Raport                           | IF Brommapojkarna | Gamla Ullevi, Göteborg Widzów: 1380 Sędzia: Michael Lerjéus |
|                                                 |               |                                                   |                   |                                                             |
|                                                 |               | Rzuty karne                                       |                   |                                                             |
| Celik · Lundén · Jónasson · do Carmo · Lundgren |               | Asp · Runnemo · Segerström · Guterstam · Albornoz |                   |                                                             |

| 5 lipca 2010 19.00 | Helsingborgs IF · Lindström 86' · Sundin 90' | 2:1(0:0)Raport | BK Häcken · 78' Chibuike | Olympia, Helsingborg Widzów: 5053 Sędzia: Andreas Ekberg |
|                    |                                              |                |                          |                                                          |

| 5 lipca 2010 19.00 | Ängelholms FF · Dahlgren 1' (k.) | 1:2 (dog.)(1:0, 1:1)Raport | AIK Fotboll · 65' Lorentzson · 120' Flávio | Ängelholms IP, Ängelholm Widzów: 1507 Sędzia: Martin Ingvarsson |
|                    |                                  |                            |                                            |                                                                 |

## Ćwierćfinał
| Drużyna 1     | Wynik              | Drużyna 2         |
| 9 lipca 2010  | 9 lipca 2010       | 9 lipca 2010      |
| ------------- | ------------------ | ----------------- |
| AIK Fotboll   | 1:1 (dogr.) k. 3:4 | Helsingborgs IF   |
| 10 lipca 2010 |                    |                   |
| Örebro SK     | 0:3                | Mjällby AIF       |
| 11 lipca 2010 |                    |                   |
| Kalmar FF     | 3:1 (dogr.)        | Gefle IF          |
| 21 lipca 2010 |                    |                   |
| Hammarby IF   | 2:2 (dogr.) k. 5:4 | IF Brommapojkarna |

| 9 lipca 2010 17.00                             | AIK Fotboll · Ljubojević 33' | 1:1 (dog.) k. 3-4(1:1,1:1)Raport                    | Helsingborgs IF · 41' Lindström | Råsunda, Solna Widzów: 5061 Sędzia: Martin Strömbergsson |
|                                                |                              |                                                     |                                 |                                                          |
|                                                |                              | Rzuty karne                                         |                                 |                                                          |
| Johansson · Daníelsson · Pavey · Flávio · Atta |                              | Lindström · Nilsson · Makondele · Gashi · Andersson |                                 |                                                          |

| 10 lipca 2010 17.00 | Örebro SK | 0:3(0:1)Raport | Mjällby AIF · 9' Nicklasson · 89' El Kabir · 90' Gicełow | Behrn Arena, Örebro Widzów: 1856 Sędzia: Johan Hamlin |
|                     |           |                |                                                          |                                                       |

| 11 lipca 2010 17.00 | Kalmar FF · Santos 31' · Rydström 105' (k.) · Bertilsson 110' | 3:1 (dog.)(1:1, 1:1)Raport | Gefle IF · 15' Lantto | Fredriksskans IP, Kalmar Widzów: 1235 Sędzia: Martin Hansson |
|                     |                                                               |                            |                       |                                                              |

| 21 lipca 2010 19.00                                                      | Hammarby IF · Castro-Tello 23' (k.) · Hallenius 45' | 2:2 (dog.) k. 5-4(2:1, 2:2)Raport                                     | IF Brommapojkarna · 13', 81' Segerström | Söderstadion, Sztokholm Widzów: 5247 Sędzia: Magnus Ahlsén |
|                                                                          |                                                     |                                                                       |                                         |                                                            |
|                                                                          |                                                     | Rzuty karne                                                           |                                         |                                                            |
| Monteiro de Macedo · Castro-Tello · Hallenius · Sema · Törnstrand · Helg |                                                     | Runnemo · Segerström · Piñones-Arce · Ayrancı · Stefanidis · Petrović |                                         |                                                            |

## Półfinał
| Drużyna 1            | Wynik                | Drużyna 2            |
| 27 października 2010 | 27 października 2010 | 27 października 2010 |
| -------------------- | -------------------- | -------------------- |
| Hammarby IF          | 2:2 (dogr.) k. 4:3   | Kalmar FF            |
| 28 października 2010 |                      |                      |
| Helsingborgs IF      | 2:0                  | Mjällby AIF          |

| 27 października 2010 19.00                                   | Hammarby IF · Törnstrand 26' · Castro-Tello 43' | 2:2 (dog.) k. 4-3(2:0, 2:2)Raport                                | Kalmar FF · 76' Sobralense · 83' Israelsson | Söderstadion, Sztokholm Widzów: 6728 Sędzia: Tobias Mattsson |
|                                                              |                                                 |                                                                  |                                             |                                                              |
|                                                              |                                                 | Rzuty karne                                                      |                                             |                                                              |
| Dahl · Castro-Tello · Malke · Sema · Törnstrand · Gustafsson |                                                 | Rydström · Vieira · Sacramento · Sobralense · Ålander · Arajuuri |                                             |                                                              |

| 28 października 2010 19.00 | Helsingborgs IF · Sundin 63' · Holgersson 78' | 2:0(0:0)Raport | Mjällby AIF | Olympia, Helsingborg Widzów: 4466 Sędzia: Michael Lerjéus |
|                            |                                               |                |             |                                                           |

## Finał
| 13 listopada 2010 16.00 | Hammarby IF | 0:1(0:0)Raport | Helsingborgs IF · 80' Jönsson | Söderstadion, Sztokholm Widzów: 12.357 Sędzia: Daniel Stålhammar |
|                         |             |                |                               |                                                                  |